# Попов, Михаил Максимович
Михаил Максимович Попов (1801—1872) — русский педагог и писатель

; петербургский чиновник, Тайный советник

## Биография
Происходил из духовного звания. Родился 4 (16) ноября 1800 года.
Окончив Пензенскую гимназию и историко-филологический факультет в Казанском университете (в 1821 году кандидатом), был преподавателем естественной истории (естествознания?) в Пензенской гимназии, где много содействовал духовному развитию Белинского, который питал глубокое уважение и благодарность к своему учителю и называл его «лучезарным явлением».
В начале 1830-х годов переехал в Санкт-Петербург; в 1839 году определился в III отделение Собственной Его Императорского Величества Канцелярии; был старшим чиновником (в начале 1840-х гг.), затем —  чиновником особых поручений (в 1840—1850-х гг.); 20 января 1840 года был произведён в чин статского советника, 9 апреля 1845 года — действительного статского советника, а 17 апреля 1858 года — тайного советника. 
В 1865 году вышел в отставку. 
Редакция журнала «Русская Старина» свидетельствует, что Попов «был сравнительно добр и обязателен, в особенности к писателям и журналистам» (1882. — Т. XXXI. — С. 435).
Попов был знаком со многими литераторами и оставил о них воспоминания: Мелкие рассказы Михаила Максимовича Попова // Русская старина. — 1896. — Т. 85. — № 3. — С. 543—565; Т. 86. — № 6. — С. 597—614.
Из его рукописных материалов были напечатаны в «Русской Старине»:
- «Князь А. С. Меншиков, анекдоты его, шутки и остроты» (1875, т. XII),
- «Предсказательница войн России 1849 и 1854 гг.» (1874, т. XI),
- «Две любви В. А. Жуковского» (1883, т. XI),
- «A. С. Пушкин. Новые материалы для биографии» (1874, т. X)
- и др.

Умер 10 (22) января 1871 года. Был похоронен на Новодевичьем кладбище.